# Fleurus
Fleurus [flœˈʀʏs], wallonisch Fleuru, ist eine Gemeinde in der belgischen Provinz Hennegau, Arrondissement Charleroi. Die Stadt liegt an der Sambre und ist ein Knotenpunkt an der Eisenbahnlinie Tamines–Landen.

## Geschichte
Archäologische Funde belegen Landwirtschaft seit der Jungsteinzeit. Aus der Römerzeit sind Reste von Straßen erhalten, die Chaussée Brunehaut.
Erstmals erwähnt wurde Fleurus 868, damals als Fledelciolum / Flederciolum. Der heutige Name des Ortes wurde erstmals im 17. Jahrhundert gebraucht. Möglicherweise geht er auf den keltischen Namen für den Wasserlauf durch die Gemeinde zurück.
Fleurus war seit der frühen Neuzeit Schauplatz mehrerer wichtiger militärischer Auseinandersetzungen.
- Am 29. August 1622 schlug ein protestantisches Heer unter Christian von Braunschweig und Ernst von Mansfeld ein spanisches Aufgebot, siehe Schlacht bei Fleurus (1622).
- Am 30. Juni 1690 erlitt ein Heer aus vier Nationen eine verheerende Niederlage gegen französische Truppen, siehe Schlacht bei Fleurus (1690).
- Am 26. Juni 1794 siegte die französische Revolutionsarmee unter Jourdan über ein österreichisches Heer unter Friedrich Josias von Sachsen-Coburg-Saalfeld, siehe Schlacht bei Fleurus (1794).
- Schließlich trafen in der Nähe am 16. Juni 1815 Preußen und Franzosen aufeinander, siehe Schlacht bei Ligny. Nach der Schlacht bei Waterloo wurde der Ort durch französische Truppen auf dem Rückzug in Brand gesteckt.

Auch in den beiden Weltkriegen des 20. Jahrhunderts waren Fleurus und Umgebung Austragungsstätte schwerer Gefechte.

## Gemeindegliederung
Zu Fleurus gehören seit der Gemeindereform 1977 folgende Orte:
- Brye (wallonisch Briye)
- Heppignies (Epniye)
- Lambusart (Lambussåt)

- Saint-Amand (Sint-Amand)
- Wagnelée (Wagnlêye)

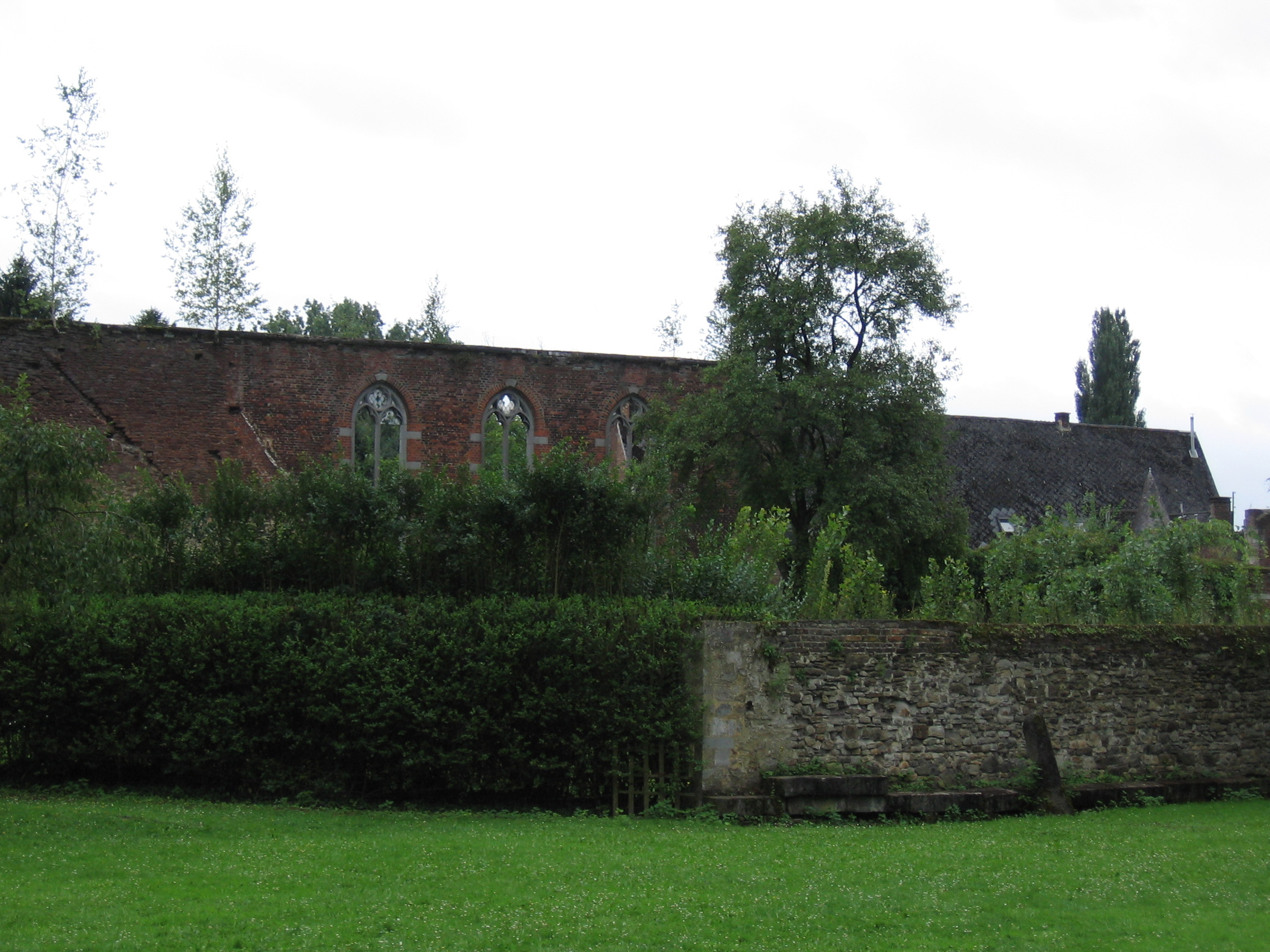
Ruinen der alten Abtei Soleilmont

- Wanfercée-Baulet (Wanfercêye-Bålet)
- Wangenies (Wanjniye)

## Sehenswürdigkeiten
Die Ruinen der alten Zisterzienserabtei Soleilmont zeugen von einer jahrhundertelangen Klostertradition, die heute in der modernen Trappistinnen-Abtei Notre Dame de Soleilmont weiterlebt.

## Radiochemische Industrieanlage
Fleurus geriet in den letzten Jahren in die Schlagzeilen wegen zweier schwererer Unfälle im Institut national des RadioElements (IRE), einer Anlage zur Herstellung von radiopharmazeutischen Präparaten.

### 2006
Durch ein Hydraulikversagen wurde eine Kobaltquelle aus einem strahlenabschirmenden Wasserbecken gehoben, obwohl kein Bestrahlungsvorgang stattfand und die Tür zum Raum offen stand. Aufgrund des ausgelösten Alarms betrat ein Techniker den Raum. Während des Aufenthaltes von nur 20 Sekunden erhielt er eine Strahlen-Dosis von rund 4,6 Sievert, die mittelfristig lebensbedrohlich sein kann (INES 4).

### 2008
Nach Abschluss eines Produktionsvorgangs wurden drei kleinere Sammeltanks in einen größeren Abwassertank umgefüllt. Dabei kam es zu einer unerwarteten chemischen Reaktion mit Entstehung von radioaktivem Jod-131. Dieses konnte aufgrund eines defekten Messcomputers während einiger Tage langsam und unbemerkt über einen Kamin in die Umgebung austreten. Als das Problem bemerkt wurde, wurde auf Anweisung der belgischen Aufsichtsbehörde die Produktion in der ganzen Anlage gestoppt und ein Kreissektor von 5 Kilometern in nordöstlicher Richtung für einige Tage mit einem Verzehrverbot für landwirtschaftliche Produkte belegt (INES 3).

## In Fleurus geboren
- François Emmanuel (* 1952), Schriftsteller, Psychiater und Psychoanalytiker